# Boy George
George Alan O'Dowd,  (født 14. juni 1961 på Badhurst Hospital i Belex opvokset i Eltham, England) bedre kendt som Boy George er en engelsk sanger, dj og frontfigur i gruppen Culture Club.

## Liv og karriere
George voksede op i Eltham med sine fire brødre, ene søster og to irske forældre. I skolen klarede han sig ikke særlig godt, og han blev smidt ud af skolen, da han var omkring 15 år - på trods af han i forvejen næsten aldrig mødte op. George interesserede sig mere for at gå på natklubber med sine venner og for at gøre noget ud af sig selv med make-up, hår og tøj, som var så provokerende, at George næsten altid mistede sine jobs.
Første gang, han tog på bøssebar med sine venner, mødte han den 10 år ældre Philip Sallon, som var grunden til, at han fandt ud af han var homoseksuel. De to blev hurtigt nære venner og er det stadig den dag i dag.
George var fascineret af musik og slog sig sammen med Annabella Lwin i bandet Bow Wow Wow, hvor han optrådte under kunstnernavnet Lieutenant Lush.
I slutningen af 1970'erne var Boy George langt fra en ukendt person og havde allerede dengang været i aviserne mange gange på grund af sit utraditionelle udseende; især hans mindre berømte nonne-look blev der skrevet artikler om.
Dengang var han også i et forhold med punk-sangeren Kirk Brandon, selvom det blev holdt nogenlunde hemmeligt. Theatre Of Hate-hittet Original Sin er skrevet til George, selvom Kirk ikke fortalte det til særlig mange.
I 1980 mødte George Mikey Craig, som sammen startede bandet In Praise Of Lemmings. Kort tid efter kom trommeslageren Jon Moss med, og den sidste, der sluttede sig til dem, var Roy Hay. De lavede bandets navn om til Sex Gang Children. Da ingen af de navne hængte ved, besluttede de sig for at kalde sig selv for Culture Club. Sammen grundlagde de, hvad der senere skulle blive en af 1980'ernes succesrige new age-grupper. Culture Clubs to første singler, White boy og I'm afraid of me, opnåede ingen succes, men gruppens tredje single, Do you really want to hurt me, blev det, der skulle føre gruppen frem til de to mest succesrige år i deres historie.
Efter gennembruddet med Do you really want to hurt me havde Culture Club en lang række af hits, der bl.a. omfattede I'll tumble for you, Miss me blind, Church of the poison mind, Victims og deres absolutte største hit: Karma Chameleon.
I efteråret 1984 udgav Culture Club, hvad der skulle blive deres sidste store "charttopper". Singlen hed The war song og var en iørefaldende sang med et nemt "synge-med-refrain". Efter The war song udsendte Culture Club albummet Walking up with the house on fire og singlerne The medal song og Love is love. Den sidstnævnte single stammede fra soundtracket til filmen Electric Dreams. Ingen af disse udgivelser blev hits, og alle begyndte efterhånden at anse gruppen som færdig, og medierne beskrev ikke længere George som en sød, lille dukkedreng, men som en fed og færdig 'drag queen'. 
1984 blev også året hvor George - på grund af faldende popularitet og et problemfyldt homoseksuelt forhold til trommeren Jonn Moss - begyndte et narkotikaforbrug, der gjorde hans opførsel mere og mere outreret. Det havde en del af skylden for det, der i 1986 skulle blive Culture Club og Boy Georges endelige fald fra stjernehimlen.
I foråret udsendte Culture Club albummet From luxury to heartache - et ganske udmærket album med både gode og velproducerede sange. Første single var Move away, og nummeret var et mindre hit over det meste af Europa, men midt i promoveringen af albummet brød helvede pludselig løs. Georges bror, David, stod frem i pressen med meddelelsen: "George er narkomisbruger og kan dø af det."
I løbet af de næste otte måneder skete der rigtigt meget i Georges liv. En af hans venner døde af en overdosis i hans hjem. Han tog en "kold tyrker", og han indspillede, hvad der skulle blive hans mest succesfulde solosingle og -album. 
Året var 1987. George udsendte sin første solosingle, en coverversion af Ken Booths 1970'er klassiker Everything I own, og til alles overraskelse strøg singlen direkte ind som nummer et på den engelske hitliste. 
Siden 1987 har det været småt med Boy Georges placeringer på hitlisterne rundt omkring i Europa, men han er dog stadigvæk en meget aktiv kunstner. Han har i de efterfølgende år udgivet flere soloalbums og haft en genforeningsperiode med Culture Club.
Boy George strøg ind som nr. 4 i England sammen med Culture Club i 1998 med singlen "I just wanna be loved".
Han har også været med til at skrive musicalen om sit eget og Leigh Bowerys liv,Taboo, hvor han også har medvirket som modedesigneren Leigh Bowery ved særlige lejligheder. Rollen som Boy George blev spillet af den skotske skuespiller og sanger Euan Morton. Musicalen var oprindeligt kun i London, men da den lesbiske amerikaner Rosie O'Donnell så showet, besluttede hun sig for at bruge en masse millioner dollars for at få Taboo til at køre på Broadway i New York City. Det var dog ikke den helt store succes, og showet måtte lukke ned.
Taboo the musical åbnede igen i Brixton London i 2012 til bragende anmeldelser og forlængelse.
Derudover har George haft meget travlt med sin DJ karriere, som allerede startede før Culture Club, og også kort tid efter, da han startede bandet Jesus Loves You. Han har udgivet to selvbiografier: Den første med titlen "Take it like a man" og den seneste "Straight". Sidstnævnte er fra 2004. Han har desuden også udgivet kogebogen "Karma Cookbook".
Hans sideprojekt har været at udgive numre som The Twin - en meget anderledes type, med meget provokerende tekster, som George ikke har følt han har kunne tillade sig at udgive under navnet "Boy George". The Twin har samme look(s), som Leigh Bowery også havde, før han døde i 1996.
I dag er George mest kendt som en af verdens største DJ's, sin outrerede makeup, fotograf og modedesigner for mærket B-RUDE, som han har startet med støtte fra designeren og sin nære ven, Mike Nicholls.
Desuden havde George sit eget "record-label" More Protien, som eksisterede i 1990'erne, hvor bl.a den nære veninde og rapper M.C. Kinky havde kontrakt. I dag har han sit eget label "VG records" sammen med ven og DJ manager, Mark Vedo, som også selv er DJ.
Boy George udgav i 2013 albummet "This Is What I Do" på eget selskab og fik rigtig gode anmeldelser. Det blev kaldt årets comeback i England. Han har spillet udsolgte koncerter både i England, Europa og USA i efteråret 2013 og foråret 2014 med sit 9 mand store band.
Boy George har arbejdet på et nyt album sammen med Culture Club.

## Diskografi

### Culture Club
- 1982 – Kissing To Be Clever
- 1983 – Colours By Numbers
- 1984 – Waking Up With The House On Fire
- 1986 – From Luxury To Heartache
- 1987 – This Time – The First Four Years (Greatest Hits)
- 1989 – The Best of Culture Club
- 1999 – Don't Mind If I Do
- 2002 – Culture Club Boxset

### Solo studio albums, greatest hits og DJ compilations
- 1987 – Sold
- 1988 – Tense Nervous Headache
- 1989 – Boyfriend
- 1989 – High Hat
- 1990 – The Martyr Mantras (udgivet under navnet Jesus Loves You i EU og Danmark)
- 1992 – Spin Dazzle (Culture Club & Boy George joint compilation)
- 1993 – At Worst... The Best of Boy George and Culture Club
- 1995 – Cheapness and Beauty
- 1995 – Fantazia House Collection 2 (som DJ)
- 1998 – The Unrecoupable One Man Bandit
- 1999 – Everything I Own (Boy George solo greatest hits og stand-out tracks compilation)
- 1999 – Galaxy Mix (som DJ)
- 2001 – Essential Mix (som DJ)
- 2002 – Taboo Original London Cast (soundtrack til hans West End show)
- 2002 – Classic Masters (compilation)
- 2002 – A Night Out with Boy George – A DJ Mix
- 2002 – A Night In with Boy George – A Chillout Mix (som DJ)
- 2002 – U Can Never B2 Straight
- 2002 – In & Out with Boy George – A DJ Mix
- 2003 – BoyGeorgeDJ.Com
- 2004 – Taboo Original Broadway Cast (soundtrack til Broadway show)
- 2004 – Yum Yum (som The Twin)
- 2004 – The Annual 1, 2, 3, 4
- 2004 – Dance Nation 1, 2, 4, 5
- 2010 - Ordinary Alien (the Kinky Roland Files)
- 2013 - This Is What I do

### EPer
- 1994 – The Devil in Sister George EP (1993-1994)
- 2003 – The Twin EP (2003-2004) (som The Twin)
- 2005 – Straight EP (inkluderet i bogen af samme navn)
- 2007 – Boy George & Kinky Roland EP

## Eksterne links
- Officiel hjemmeside
- Boy George på Internet Movie Database (engelsk)
- Boy George på AlloCiné (fransk)
- Boy George på The Movie Database (engelsk)
- Boy George på Internet Broadway Database (engelsk)
- Boy George på Internet Broadway Database (engelsk)